# Agaton Giller

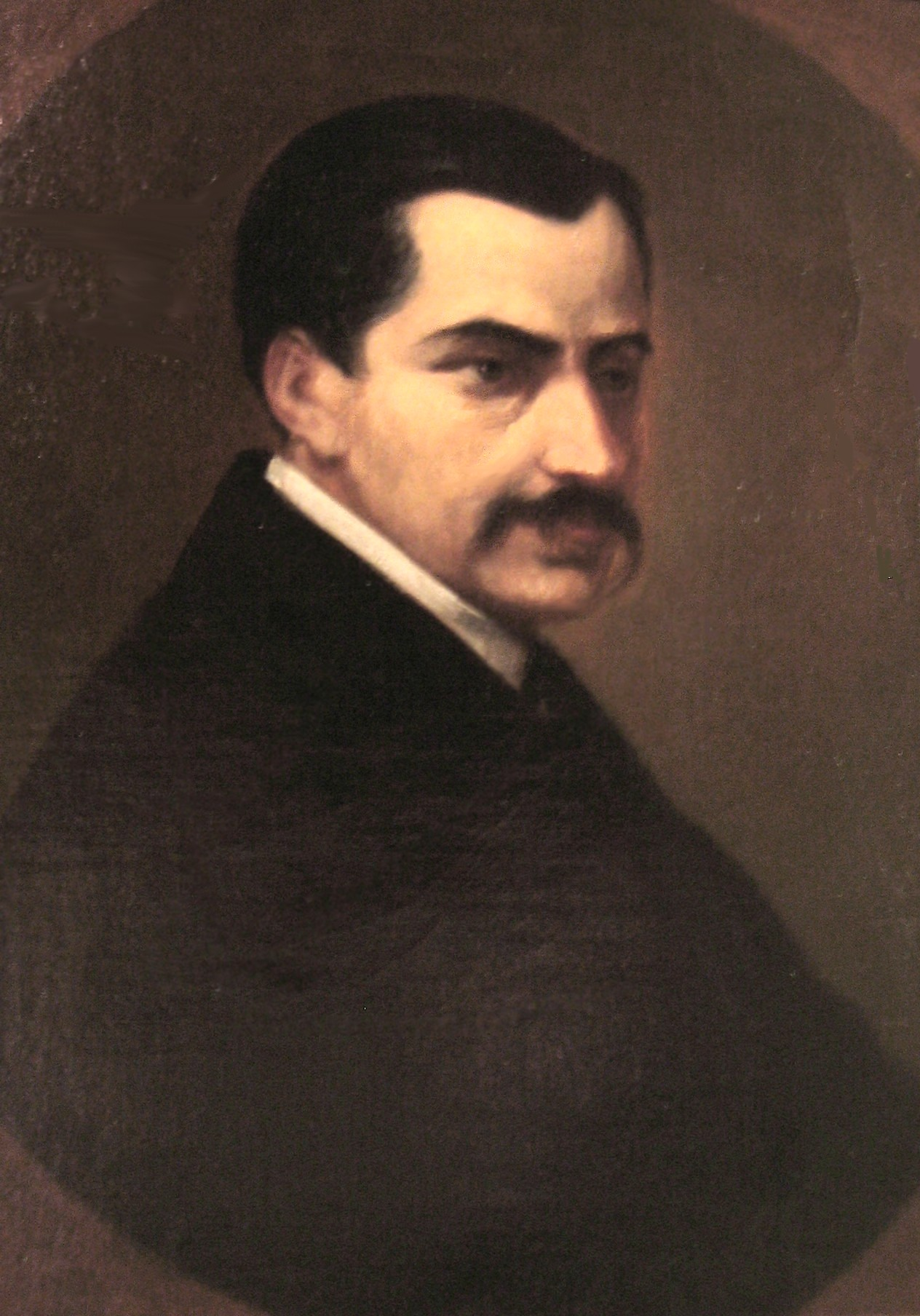
Agaton Giller

Agaton Giller, född 9 januari 1831 i Opatówek, död 17 augusti 1887 i Stanisławów, var en polsk skriftställare. 
Giller företog på 1850-talet en studieresa till Sibirien, vilket land han beskrev i Opisanie zabajkalskiej krajiny (Beskrivning på transbajkalska landet, 1867) och Podróż więźnia etapami do Syberii w r. 1854 (Sibirisk fångtransport, samma år). 
Efter deltagande i resningsförsöket 1863, som han skildrade i Historya powstania narodu polskiego w 1861-64 roku (fyra delar, 1867–71), bosatte han sig i Paris som publicist (pseudonymen Sulita) och var en tid bibliotekarie i Rapperswil (Schweiz).